# シングルBOX
『シングルBOX』（シングルボックス）は、鬼束ちひろのシングルCDをまとめた、CD-BOXパッケージセット作品。

## 解説
2004年3月17日に発売された。
デビューシングル「シャイン」から東芝EMI在籍最後のシングル「私とワルツを」までを一括パッケージ化して再発した作品。品番が違うことと帯が付属していないこと以外はオリジナル盤と変更はない（本セットにおいても、「いい日旅立ち・西へ」のみはCCCDで収録されている）。
初回限定生産品で、購入特典としてオリジナルCDキャリングケースが付いてくる店舗もあった。名目上は「鬼束ちひろスプリングキャンペーン」の一環として発売された。
もともとは4thアルバム（品番はTOCT-25310）と、「Sign」から「私とワルツを」までのプロモーションビデオに「Beautiful Fighter」の『UNPLUGGED SHOW '03』のライブ映像（後にベストアルバム『SINGLES 2000-2003』の初回限定盤DVDに収録）を収録したDVD（品番はTOBF-5300）の同時発売を予定していたが、制作上の都合として発売が中止され、代わりに差し替えられての発売となった。本人の意思と全く関係なく発売されたため、Virgin TOKYOのレーベルサイトや自身のオフィシャルサイト上で、本人の意向による発売ではないとの声明文が掲載された。なお、『papyrus』2008年4月号（幻冬舎刊）では本人曰く、「当時のレコード会社との契約上の問題で発売したもので、発売に関して異論があった訳ではなくただ単に関与しなかっただけ」と後にコメントしている。
なお、ボックス仕様のため、オリコンではシングルチャートではなくアルバムチャートで扱われている。

## 収録作品
各CDの収録曲・詳細はそのシングルの項を参照のこと。
1. シャイン
2. 月光
3. Cage
4. 眩暈/edge
5. infection/LITTLE BEAT RIFLE
6. 流星群
7. Sign
8. Beautiful Fighter
9. いい日旅立ち・西へ
10. 私とワルツを